# MCM Computers MCM 70
MCM Computers MCM 70 (MCM 70 / 700) је професионални рачунар, производ фирме MCM Computers који је почео да се израђује у Канади током 1974. године.
Користио је Intel 8008 као централни микропроцесор а РАМ меморија рачунара MCM 70 је имала капацитет од 2, 4 или 8 KB зависно од модела.

## Детаљни подаци
Детаљнији подаци о рачунару MCM 70 су дати у табели испод.
|                       |                                                               |
| [ 1 ]                 |                                                               |
| Произвођач            |                                                               |
| Тип                   | професионални рачунар                                         |
| Меморија              | 2, 4 или 8 зависно од модела                                  |
| Поријекло             | Канада                                                        |
| Година                | 1974                                                          |
| Тастатура             | Тастатура са пуним помаком тастера, 46 тастера                |
| Процесор              | 8008                                                          |
| Фреквенција процесора | 0,8 (800 Khz)                                                 |
| RAM                   | 2, 4 или 8 зависно од модела                                  |
| ROM                   | 32 KB                                                         |
| Текст                 | непознато, уграђени алфанумерички плазма показивач (1 линија) |
| Графика               | непознато                                                     |
| Боја                  | No                                                            |
| Звук                  | непознато                                                     |
| Димензије             | 9                                                             |
| Портови               |                                                               |
| Оперативни систем     |                                                               |